# مورچه‌مرغ سیه‌فام
مورچه‌مرغ سیه‌فام (نام علمی: Cercomacroides nigrescens) گونه‌ای از پرندگان گنجشک‌سان در زیرتیرهٔ Thamnophilinae از تیرهٔ مورچه‌مرغان (Thamnophilidae) «نمادین» است. در بولیوی، برزیل، کلمبیا، اکوادور، گویان فرانسه، گویان، پرو و سورینام یافت می‌شود.